# Конвой H-31
Конвой H-31 — японський конвой часів Другої світової війни, проведення якого відбувалось у липні 1944-го.
H-31 належав до серії конвоїв, які в 1943—1944 роках ходили між важливим транспортним хабом у Манілі та островом Хальмахера зі складу Молуккського архіпелагу (північний схід Нідерландської Ост-Індії), який, зокрема, відігравав важливу роль у постачанні японських сил на заході Нової Гвінеї.
До складу конвою увійшли транспорти «Асахісан-Мару», «Тошо-Мару» (Tosho Maru), «Шинкоку-Мару» (Shinkoku Maru) та «Міно-Мару», при цьому «Тошо-Мару» вів на буксирі мінісубмарину HA-58. Охорону забезпечували мисливці за підводними човнами CH-41 та CH-46 і патрульний корабель PB-104.
Конвой вийшов з порту 2 липня 1944-го. 11 липня загін досягнув Бітунга на східному завершенні північно-східного півострова острова Целебес (Сулавесі), звідки рушив далі вранці 15 липня, при цьому його склад поповнив транспорт «Cінно-Мару» (Shinno Maru).
14 липня 1944-го конвой досягнув входу до затоки Кау, яка глибоко вдається до острова Хальмахера з півночі. Тут надійшло повідомлення про наявність мінної загрози й необхідність стати на якір. При цьому занурена мінісубмарина HA-58 спливла на поверхню, а японський патрульний літак сприйняв човен за ворожий. Літак провів бомбардування, проте HA-58 дістала лише незначні пошкодження.
Після опівдня того ж 14 липня конвой досягнув пункту призначення.
Можливо відзначити, що «Асахісан-Мару» провадило розвантаження в затоці Кау до 24 липня, коли було атаковане та потоплене ворожою авіацією.